# 托馬什·卡拉斯
托馬什·卡拉斯（1993年5月15日—）是捷克的一位足球運動員，在場上司職中後衛，但也可以勝任右後衛。現時效力於德乙球隊沙尔克04。在2015-16賽季，他被切爾西外借至米德尔斯堡。在2016-17賽季起，他被切爾西外借至富勒姆，直至2017-18賽季結束。

## 榮譽

### 俱樂部
富勒姆
- 英格蘭足球冠軍聯賽附加賽冠軍：2018年

## 外部連結
- Soccerway資料庫：托馬什·卡拉斯
- Template:CMFS player
- 托馬什·卡拉斯 – Fotbal DNES网站上的捷克足球甲级联赛统计数据 （捷克語）
- Profile （页面存档备份，存于） at IMScouting
- Profile （页面存档备份，存于） at UEFA.com